# District de Mokokchung
Le district de Mokokchung est un district de l'état du Nagaland, en Inde.

## Géographie
Au recensement de 2011, sa population compte 193 171 habitants.
Son chef-lieu est la ville de Mokokchung. 